# Vater Murphy
Vater Murphy (orig. Father Murphy) ist eine US-amerikanische Fernsehserie von Michael Landon. Sie gilt als Nachfolgeserie von Unsere kleine Farm, deren Darsteller Merlin Olsen und Moses Gunn hier in neuen Rollen zu sehen sind.

## Handlung
Die Serie spielt in den USA nach Ende des Sezessionskrieges. Bei einer Minenexplosion haben 25 Kinder, unter ihnen Will Adams und die Geschwister Lizette und Ephram Winkler, ihre Eltern verloren. Der einfache Mann John Michael Murphy gibt sich daraufhin als Priester aus, um ein Waisenhaus eröffnen zu können, womit er die Kinder vor dem Arbeitslager bewahrt. Unterstützt wird er dabei von der Lehrerin Mae Woodward und dem Minenarbeiter Moses Gage. Nachdem Murphys Tarnung aufgeflogen ist, heiraten er und Mae und das Paar adoptiert alle 25 Kinder.

## Auszeichnungen
1982 gewann die Serie den Young Artist Award in der Kategorie Best Television Series – Family Enjoyment, zudem gewann Timothy Gibbs in der Kategorie Best Young Actor in a Television Series. Die gleiche Auszeichnung erhielt Gibbs auch im Folgejahr. Zudem gewann Paul W. Cooper den Spur Award in der Kategorie Best TV Script. 1983 gewann sein Kollege Don Balluck die gleiche Auszeichnung.